# Dendropicos pyrrhogaster
Dendropicos pyrrhogaster là một loài chim trong họ Picidae.
Loài gõ kiến này được tìm thấy ở Bénin, Bờ Biển Ngà, Ghana, Guinea, Liberia, Mali, Nigeria, Sierra Leone, Togo và phía tây Cameroon. Một loài thông thường, IUCN đã đánh giá tình trạng bảo tồn của nó là "loài ít quan tâm". Một số cơ quan phân loại loài này đặt tại Dendropicos.
Chim gõ kiến này thường được nhìn thấy theo cặp hoặc các nhóm gia đình nhỏ, nhưng đôi khi nó kết hợp với các loài chim ăn côn trùng khác. Chúng ăn côn trùng, đặc biệt là ấu trùng bọ cánh cứng, chủ yếu ở tán cây và trên cây đứng chết, nhưng đôi khi rơi xuống cây ngã. Chim trống và chim mái mổ vỏ vây vào mùa khô với các cú mổ nhanh lặp lại, ngắn, với tốc độ từ 14 đến 38 lần / giây.